# Duché de Courlande et Sémigalle (1918)
1918–1918
Entités précédentes :
- Ober Ost

Entités suivantes :
- Duché balte uni

Le Duché de Courlande et Sémigalle (ou Sémigalie) constitue une tentative d'établissement d'un État-client de l'Empire allemand, sur un territoire correspondant approximativement au Duché de Courlande des XVIe et XVIIe siècles. Le Duché est proclamé le 8 mars 1918 sur le territoire du Gouvernement de Courlande, territoire de l'Empire russe occupé par les troupes allemandes lors de la Première Guerre mondiale. Mais la déclaration d'indépendance de la Lettonie, le 7 décembre 1918, remet en cause son existence.

## Contexte historique
Durant la Première Guerre mondiale, les armées allemandes occupent dès l'automne 1915 le Gouvernement de Courlande, territoire sous domination de l'Empire russe depuis 1796. Le front se stabilise alors le long de la ligne Riga - Daugavpils - Baranavitchy. Les territoires occupés passent sous le contrôle de l'Ober Ost, administration militaire des territoires occupés de l'Est.
Alors que le gouvernement en place en Russie s'apprête à négocier le retrait du conflit pour la Russie, et espérant le retrait des troupes allemandes, le Conseil national letton est institué le 16 novembre 1917. Le 30 novembre, le Conseil national letton proclame l'autonomie d'une province lettone, selon des frontières ethnographiques, puis la république lettone le 15 janvier 1918.
Mais après la Révolution russe, plutôt que de se retirer, les troupes allemandes utilisent la Courlande comme base de départ, et fin février 1918, elles occupent également les territoires des anciens Gouvernements de Livonie et de d'Estonie - laquelle avait pourtant déjà déclaré son indépendance. Ces territoires passent alors sous le contrôle de l'administration militaire allemande des territoires occupés. Lors du Traité de Brest-Litovsk le 3 mars 1918, la Russie bolchevique accepte de perdre le contrôle du Gouvernement de Courlande, et lors d'accords conclus à Berlin le 27 août, le Gouvernement de Livonie et le Gouvernement autonome d'Estonie sont détachés de l'autorité russe.

## Constitution du Duché

### Proclamation d'indépendance
En parallèle des manœuvres menées par l'autorité militaire allemande, les Germano-Baltes commencent à former des conseils provinciaux entre septembre 1917 et mars 1918. Le duché de Courlande et Sémigalle est alors proclamé le 8 mars 1918 par le Landesrat, exclusivement composé de Germano-Baltes, qui offre la couronne du Duché à l'empereur Guillaume II d'Allemagne. La préexistence d'une famille régnante, les von Biron, ayant régné sur le Duché de Courlande et Sémigalle d'avant la domination russe, n'est pas prise en compte. 

### Reconnaissance internationale
Guillaume II fut le seul à reconnaître la naissance de cet État, pour le compte de l'Empire allemand. Il le reconnaît comme un État vassal, écrivant en ces termes au Landesrat de Courlande, le 8 mars 1918[réf. nécessaire] :
Wir Wilhelm, von Gottes Gnaden Deutscher Kaiser, König von Preußen etc. beauftragen hiermit Unseren Reichskanzler, den Grafen von Hertling, dem Kurländischen Landesrat zu erklären, daß Wir auf den Uns durch seine Vertreter übermittelten Wunsch und auf den Bericht Unseres Reichskanzlers im Namen des Deutschen Reiches das Herzogtum Kurland als freies und selbständiges Staatswesen anerkennen und bereit sind, im Namen des Deutschen Reiches diejenigen Staatsverträge mit Kurland abzuschließen, die eine enge wirtschaftliche und militärische Verbindung beider Länder gewährleisten. Gleichzeitig beauftragen Wir Unseren Reichskanzler, den Abschluß dieser Verträge vorzubereiten. Urkundlich haben Wir diesen Auftrag Allerhöchst Selbst vollzogen und mit Unserem Kaiserlichen Insiegel versehen lassen.
Gegeben ................ , den 15. März 1918
Wilchelm
Graf von Hertling.
Nous, Guillaume, par la grâce de Dieu Empereur allemand, Roi de Prusse, [etc.], par l'autorité de Notre Chancelier, le Comte von Hertling, informons le Conseil de Courlande, selon le souhait qui Nous a été transmis par son ambassadeur, et selon le rapport fait par Notre Chancelier, au nom de l'Empire allemand, reconnaître le Duché de Courlande comme un État libre et indépendant ; au nom de l'Empire allemand, négocier les traités avec la Courlande qui garantiront une forte union économique et militaire entre les deux pays. Par là même, Nous demandons à Notre Chancelier de préparer la négociation de ces traités. Notre Majesté donne ordre que cet acte soit documenté, et que Notre Sceau Impérial y soit apposé.
Fait à [inconnu], le 15 mars 1918
Wilchelm
Comte von Hertling

## Évolution politique
Bien que le Reichstag allemand se soit précédemment prononcé en faveur de l'autodétermination des peuples baltes, le Haut Commandement militaire allemand souhaite ici poursuivre sa politique de rattachement des Pays baltes au Reich, en prenant appui sur les Germano-Baltes, politique qu'elle a déjà largement mené dans les territoires occupés et gérés par l'Ober Ost.
Mais en octobre 1918, le chancelier allemand Max von Baden propose le remplacement de l'autorité militaire encore en place par une autorité civile ; la nouvelle politique ainsi proposée est résumée dans un télégramme envoyé par le Ministère des Affaires Étrangères allemand à l'administration militaire : « Le gouvernement du Reich est unanime, nous devons respecter le changement fondamental de notre politique dans les Pays baltes, ce qui se traduit tout d'abord par la nécessité d'impliquer les Baltes dans la politique ».

## Disparition
Entre-temps, la Russie bolchevique a renoncé à son autorité sur les deux autres Gouvernements baltes, celui de Livonie et celui d'Estonie. De la même manière que pour la Courlande, l'Empire allemand tente d'y établir des États satellites. L'Empire y contribue en tentant de mettre sur pied le Duché balte uni, recouvrant la majeure partie de ces territoires, et en y intégrant notamment le Duché de Courlande et Sémigalle. L'Empereur reconnaît le Duché balte uni le 22 septembre 1918. Les autorités de ce duché déclarent l'indépendance de ce nouvel État le 5 novembre.
Mais dès le 18 novembre 1918, la Lettonie proclame son indépendance. Le 7 décembre, l'administration militaire allemande en place confie les rênes du pouvoir au Gouvernement national letton, mené par Kārlis Ulmanis, alors que la Guerre d'indépendance lettone vient de commencer.

### Source
- (en) Cet article est partiellement ou en totalité issu de l’article de Wikipédia en anglais intitulé « Duchy of Courland and Semigallia (1918) » (voir la liste des auteurs).